# Berlin Kobra Ladies

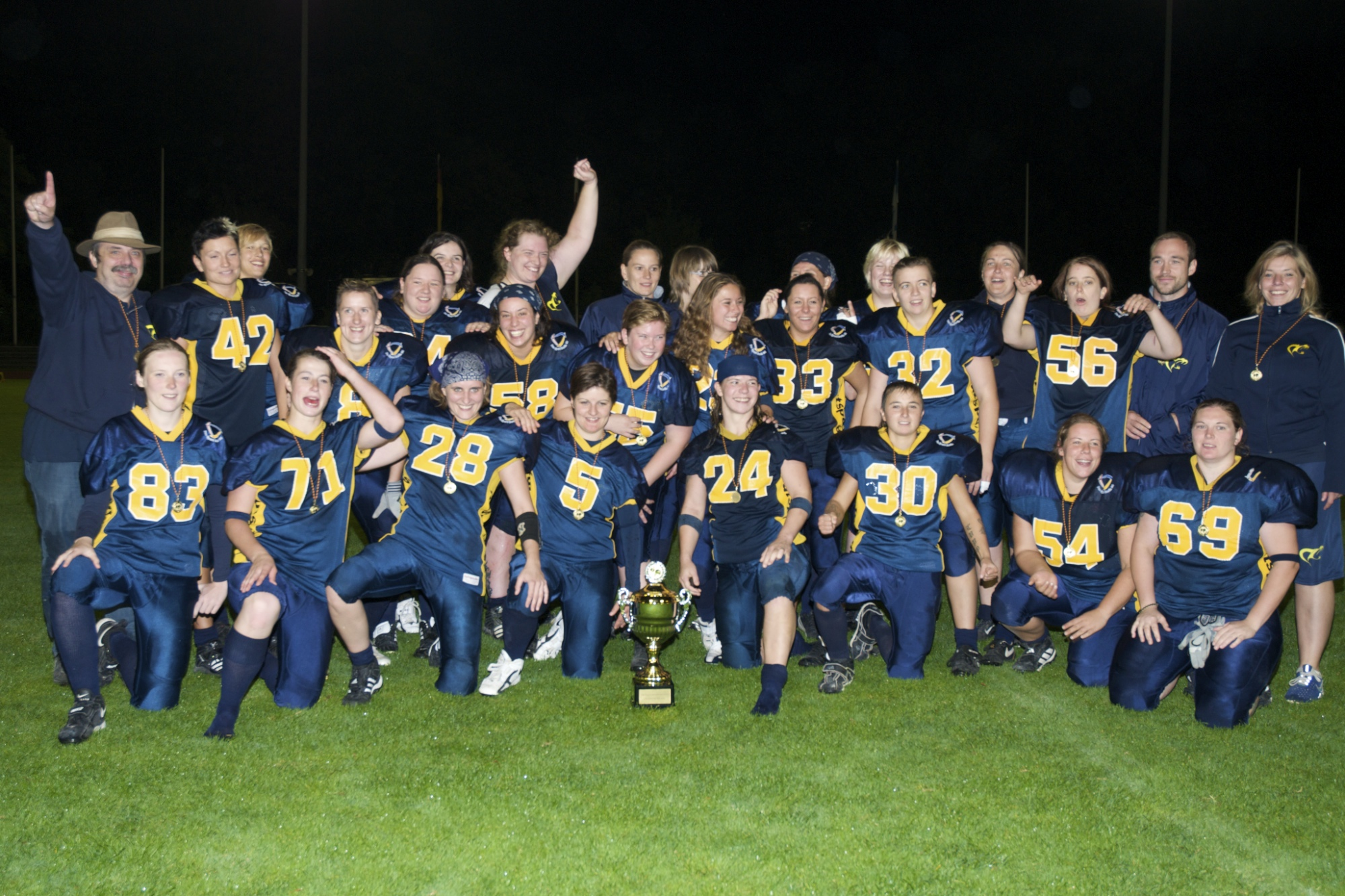
Kobra Ladies 2009 in Lübeck

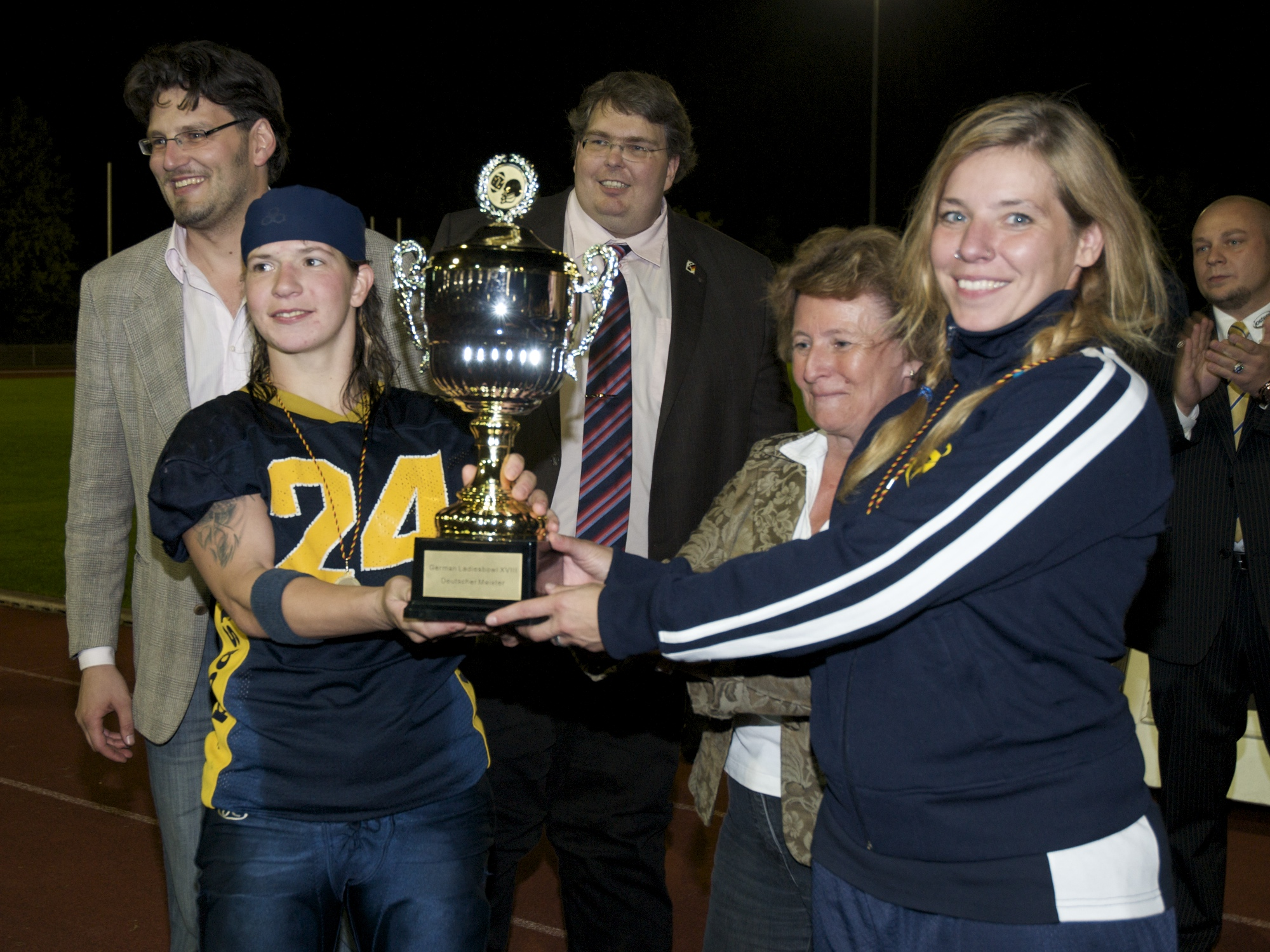
Die Trainerin und der MVP der Kobras, die #24 (Suse Erdmann) bei der Pokalübergabe 2009 in Lübeck

Die Berlin Kobra Ladies sind eine American-Football-Frauenmannschaft aus Berlin. Sie wurden 2004 als Nachfolger der Berlin Adler Girls gegründet und gehören den Berlin Kobras an.

## Geschichte

### Anfänge
Nach der Saison 2004 verließen viele Spielerinnen der Berlin Adler Girls ihren Verein, um etwas Neues zu beginnen. Unter dem Dach des Pro Sport Berlin 24 e. V., dem die Berlin Kobras angeschlossen sind, fanden sie eine neue Heimat.
Das erste Spiel bestritt die Mannschaft im April 2005 gegen den österreichischen Staatsmeister Vienna Vikings Ladies. Das Freundschaftsspiel ging mit 6:40 verloren. Die Bundesliga-Saison 2005 endete für die Kobra Ladies mit einer Halbfinalniederlage gegen die Hamburg Amazons.
Im  Folgejahr erreichten die Kobra Ladies dann erstmals den Ladies Bowl. Als Meister der Südstaffel besiegten sie in den Play-offs die Nürnberg Hurricanes mit 48:12, mussten sich im Finale aber dem amtierenden Meister, den Munich Cowboys Ladies, mit 14:41 geschlagen geben. Im Jahr 2007 erreichten die Kobra Ladies, ohne ihren Gegnerinnen Punkte zu erlauben, erneut den Ladies Bowl. Das Halbfinale gewannen sie dabei mit 62:0 gegen die Mülheim Shamrocks. Im Ladies Bowl schlugen sie die Nürnberg Hurricanes mit 55:18 und wurden erstmals Deutscher Meister. Auch die Saison 2008 verlief erfolgreich, nach einem 13:7 Halbfinalsieg gegen die Hamburg Amazons, bezwangen die Kobra Ladies im Finale erneut die Nürnberg Hurricanes, knapp mit 40:37.
2009 waren die Kobra Ladies in der Nordstaffel der Damenbundesliga angetreten und trafen bereits vor der Saison in einem Freundschaftsspiel auf die Düsseldorf Panther Ladies, die sie in Düsseldorf erfolgreich schlugen. Im Laufe der Saison hatten sie Begegnungen mit den Hamburg Amazons, den Dresden Monarchs Diamonds und den Mülheim Shamrocks. Im Halbfinale der gesamten Damenbundesliga standen sie erneut den Düsseldorf Panther Ladies gegenüber, die sie auch diesmal besiegten (46:06). Somit zogen die Kobras Ladies in diesem Jahr unbesiegt in den Ladiesbowl ein. Dort sahen die Berlin Kobra Ladies erneut den Nürnberg Hurricanes ins Auge. Aber wie bereits in den beiden Vorjahren gewannen sie auch dieses Mal den XVIII. Ladiesbowl 2009 am 19. September in Lübeck mit 41:26.

### 2010 bis 2019
Die Saison 2010 wurde von den Kobra Ladies erneut in der Nordliga absolviert. Damit sahen sie sich erneut denselben Saisongegnern gegenüber wie bereits im Jahr davor. Allerdings fand das Vorbereitungsspiel dieses Mal auf dem Platz der Cologne Falconets statt. Vor der American-Football-Weltmeisterschaft der Frauen in Schweden bestritten die Kobras zuerst ein Spiel gegen Mülheim (44:8), dann gegen Dresden (52:6), nochmals gegen Mülheim (30:20) und zum Schluss noch eines gegen Hamburg (44:0). Die letzten beiden regulären Saisonspiele erfolgten gegen Dresden (44:0) und Hamburg (46:42). In den Play-offs trafen die Kobras dann ungewohnt früh auf den Ladiesbowlgegner der letzten drei Jahre, die Nürnberg Hurricanes. Aber auch diese Herausforderung meisterten sie mit einem Endstand von 28:14. Im XIX. Ladiesbowl kämpften sie verbissen gegen das neu gegründete Team Düsseldorf Blades und schlugen diese mit 34:28 in der 1. Overtime.
Für die Saison 2011 wurde vom AFVD eine neue Ligaeinteilung vorgenommen, und so fanden sich die Kobras in diesem Jahr in der Gruppe B der 1. Damenbundesliga wieder. Vorher absolvierte man allerdings noch auswärts ein Vorbereitungsspiel gegen die Mülheim Shamrocks (32:00). Das erste Punktespiel der Kobras wurde im Heimstadion, dem Stadion Wilmersdorf, gegen die Munich Cowboy Ladies ausgetragen (36:13). Das zweite Punktspiel fand ebenfalls im heimischen Stadion Wilmersdorf statt. Der Gegner waren die Crailsheim Hurricanes und wurden souverän mit 50:8 besiegt. Vom ersten Rückrundenspiel in München kehrten die Frauen mit 42:20 zurück, vom zweiten in Crailsheim mit 18:30 und sicherten sich so die Meisterschaft in der Bundesligagruppe B. Mit einem 50:20-Erfolg im Halbfinale über die Crailsheim Hurricanes zogen die Kobras zum sechsten Mal in Folge in den Ladiesbowl ein. Der Gegner hieß wie im Vorjahr Düsseldorf Blades. Diese wurden mit 42:21 geschlagen, die Kobra Ladies wurden damit zum fünften Mal in Folge Deutscher Meister im American Football der Damen.
In der Die Preseason 2012wiederholte man das Freundschaftsspiel von 2005, das damals sehr eindeutig für die Vienna Vikings Ladies ausging. Dieses Mal bewiesen die Kobra Ladies allerdings, dass sie zu Recht der deutsche Meister sind und schlugen die österreichischen Staatsmeister auf Wiener Boden im „Battle of the Champions“ mit 40:28.
Das erste Spiel der Saison bestritten die Berlinerinnen gegen einen Aufsteiger aus der 2. Bundesliga, die Baltic Lady Hurricanes und schlugen diese mit einem Rekordergebnis (102:00) im heimischen Stadion. Im zweiten Spiel gabs ein Wiedersehen mit dem Vizemeister der vergangenen zwei Jahre, den Düsseldorf Blades. Hier kam es zur ersten Niederlage seit der Saison 2008, die Kobras wurden mit 14:18 geschlagen. Das dritte Spiel der Saison führte erneut ein Aufsteigerteam nach Berlin, die Bochum Miners wurden mit 94:0 besiegt. Eine Woche später fuhren die Kobras nach Kiel und kehrten siegreich mit einem Ergebnis von 0:86 nach Hause zurück. Das Rückspiel gegen die Düsseldorf Blades endete unentschieden mit 26:26. Damit erreichten die Kobras den 2. Platz der Gruppe B. Die Siege gegen die Hamburg Amazons (Heimspiel) und Bochum Miners (Auswärts) konnten an der Tabellensituation nichts mehr ändern, da auch die Düsseldorf Blades die restlichen Saisonspiele gewannen. Als Zweiter der Gruppe B mussten die Berlinerinnen zum Halbfinale nach Crailsheim zu den Hurricanes. Diese wurden souverän mit 44:20 besiegt. Daraus resultierte der siebte Finaleinzug in Folge. Einmal mehr warteten dort die Düsseldorf Blades, die deutlich mit 58:22 im Ladiesbowl XXI in Frankfurt/Oder besiegt werden konnten. Damit gewannen die Kobra Ladies zum sechsten Mal hintereinander den Ladiesbowl.
Angeführt vom neuen Headcoach Daniel Henkelmann startete man in der Bundesliga Gruppe A und traf in der regulären Saison auf den Vizemeister Düsseldorf Blades, Hamburg Amazons und Bochum Miners. Alle Spiele wurden teils deutlich, teils etwas knapper gewonnen, so dass die Kobra Ladies am Ende der regulären Saison auf Platz 1 standen. Im Halbfinale besiegten sie die Munich Cowboys Ladies mit 24:20 und zogen zum achten Mal in Folge in den Ladiesbowl ein. Dort traf man auf den Gruppenersten der Gruppe B, den Crailsheim Hurricanes. Diese haben im zweiten Halbfinale den Vorjahresfinalisten Düsseldorf Blades geschlagen. Im Finale, das zum zweiten Mal in Frankfurt/Oder stattfand, wurden die Gäste aus Baden-Württemberg knapp mit 20:14 besiegt. Damit war der siebte Deutsche Meistertitel perfekt.
Mit einem fast komplett ausgewechselten Trainerstab unter dem neuen Headcoach Tom Balkow ging man Die 2014 in Gruppe A an den Start. Dort gab es in dem Jahr nur zwei weitere Mannschaften. Das erste Spiel der Hinrunde gegen die Mülheim Shamrocks ging 28:14 verloren. Gegen den darauffolgenden Gegner, die Hamburg Amazons, fuhr die Mannschaft den ersten Saisonsieg mit 54:0 ein. Das erste Spiel der Rückrunde bestritten die Kobras zu Hause gegen Mülheim und gewannen 62:34. Das zweite Spiel der Runde in Hamburg ging mit 00:60 ebenfalls gut aus. Das Halbfinale bestritten die Kobras aufgrund ihrer guten Punktlage daheim gegen die Munich Cowboys Ladies und gewannen auch hier deutlich mit 38:00. Im Finale in Crailsheim sah man sich erneut den Mülheim Shamrocks gegenüber, musste sich ihnen aber erneut geschlagen geben (22:52). Damit riss die nun schon sieben Jahre anhaltende Titelserie.
Von 2015 bis 2019 schafften es die Kobra Ladies, in jedem Jahr wieder die Deutsche Meisterschaft zu gewinnen und holten bis auf in der Saison 2017 im Vorhinein jeweils ebenfalls den Gruppensieg. In dieser Zeit verloren sie lediglich insgesamt nur zwei Spiele. Mit dem Titelgewinn 2018 überholten sie die vorherigen Rekordmeisterinnen der Berlin Adler Girls und haben seitdem die meisten Siege sowie die meisten Teilnahmen im Ladiesbowl.

### Seit 2020
2020 und 2021 fielen die Saisons der DBL aufgrund der COVID-19-Pandemie aus. Als Reaktion auf die geringere Ligadichte, die die zwei Pandemiejahre zu verschulden hatten, wurde in der Saison 2022 nach der regulären Saison direkt der Ladiesbowl ausgetragen. Da die Kobra Ladies aufgrund des verlorenen direkten Vergleichs gegen die Hamburg Amazons lediglich den zweiten Gruppenplatz belegten, blieb ihnen die Teilnahme am Finale und die Titelverteidigung verwehrt.
Den Kobra Ladies kam zugute, dass im Jahr 2023 erstmals seit der Pandemie auch wieder eine Halbfinalrunde ausgespielt wurde. Zunächst belegten sie in der regulären Saison mit zwei Siegen und ebenso vielen Niederlagen erneut den zweiten Gruppenplatz, womit sie sich in dieser Saison allerdings für die Play-offs qualifizierten. Im dortige Halbfinale mussten sie zu den amtierenden Titelträgerinnen der Stuttgart Scorpions Sisters reisen, die bis zu diesem Zeitpunkt ohne Niederlage in der Saison waren. In einem defense-lastigen Spiel konnten sich die Kobra Ladies dennoch letztendlich durchsetzen und gewannen 7:0. Im Ladiesbowl stand man den ebenfalls ungeschlagenen Hamburg Amazons gegenüber, die vor Heimpublikum spielen konnten. Diese ließen den Kobra Ladies keine Chance und bescherten damit eine 0:26-Niederlage sowie den dritten Vizemeistertitel für die Berlinerinnen.

## Erfolge
- 2006 Südmeister und Deutscher Vizemeister
- 2007 Nordmeister und Deutscher Meister
- 2008 Deutscher Meister
- 2009 Nordmeister und Deutscher Meister
- 2010 Nordmeister und Deutscher Meister
- 2011 Gruppenmeister Gruppe B und Deutscher Meister
- 2012 Deutscher Meister
- 2013 Deutscher Meister
- 2014 Deutscher Vizemeister
- 2015 Deutscher Meister
- 2016 Deutscher Meister
- 2017 Deutscher Meister
- 2018 Deutscher Meister
- 2019 Deutscher Meister
- 2023 Deutscher Vizemeister